# Charles Marx
Charles Marx (Ciutat de Luxemburg, 26 de juliol de 1903 - La Ferté-sous-Jouarre, 13 de juny de 1946) fou un metge cirurgià i polític comunista luxemburguès, membre del Partit Comunista de Luxemburg i guerriller de la Resistència francesa durant la Segona Guerra Mundial.
Aconseguí molt bons resultats en els seus estudis de medicina a París, inicialment com a interí (1929), per convertir-se a continuació en cap de cirurgia clínica, tot aconseguint un premi de l'Acadèmia Nacional de Medicina i, finalment, esdevenint membre del Comitè de l'Associació Francesa de Cirurgia (1935). Fundà el seu propi hospital, de 50 llits, a Ettelbruck, al nord-oest de Luxemburg. Allà, el 1940, ajudà a dos aviadors francesos internats a escapar cap a França. Ell mateix va escapar-se, amb la seva família, just abans de la invasió alemanya. Dirigí breument quatre hospitals francesos, a Nevers i Quillan. Al juliol, fundà el primer grup de la resistència de l'Exèrcit Secret (Armée secrète) que, al maig de 1943, va ser seguit per un primer maquis als Pirineus occidentals. Al juny de 1943, els nazis el condemnaren a mort in absentia a Montpeller.
Al febrer de 1944, va ser nomenat comandant metge de les Forces Franceses de l'Interior (FFI) i director gerent de salut de la Resistència als Pirineus orientals. El setembre del 1944, va participar en l'alliberament de Lió. A l'octubre, sent el delegat del consell de resistència mèdica, va ser nomenat agregat al Ministeri de Salut, i va ser encarregat d'organitzar les estructures quirúrgiques militars franco-estatunidenques. A finals de juliol, va prendre la direcció de l'hospital d'Ettelbruck. El novembre de 1945, va ser nomenat Ministre de Salut Pública de Luxemburg.
Va participar en el Govern de la Unió Nacional del primer ministre Pierre Dupong, en representació del Partit Comunista a l'administració de tots els partits. No obstant això, Marx i la seva dona romanesa van morir el 13 de juny de 1946 en un accident de trànsit a la localitat francesa de La Ferté-sous-Jouarre. En el càrrec ministerial va ser substituït per Dominique Urbany.